# Croix-des-Bossales
 (septembre 2020).
Le Croix-des-Bossales est le plus ancien et le plus grand marché populaire d'Haïti. Il se trouve au centre de la capitale Port-au-Prince, entre le port et les premiers entrepôts des habitations qui occupaient le fond de la plaine et du littoral.
Le marché Croix-des-Bossales est le lieu d'approvisionnement des marchands de plusieurs autres marchés de la capitale et de la province.

## Histoire
Le marché de la Croix-des-Bossales était, depuis 1503, l’ancien marché où l’on vendait les « Bossales », esclaves directement débarqués des navires négriers en provenance d'Afrique. Ces derniers se distinguent des Créoles, nés dans la colonie. En 1789, les Bossales représentaient les deux tiers de la population servile de la colonie de Saint-Domingue.  
Aujourd'hui, le marché s’étend sur 700 000 m2. Dans un document publié en septembre 2012 par une équipe de chercheurs, coordonnée par César Fernandes, un anthropologue brésilien, on considère le marché comme « la base d’un énorme réseau qui est en connexion avec les marchés internationaux, apportant des produits qui arrivent au port et par la principale route qui relie Haïti à la République Dominicaine ». C'est un endroit où on vend tout à meilleurs prix.  

### Liens Externes
1. A Croix-des-Bossales, les groupes armés continuent d'imposer leur loi.
2. Haïti-pauvreté : La Saline / Croix -Des -Bossales, le spectre de la reproduction de la pauvreté extrême et de l’indigence
3. Croix-des-Bossales, une exposition de Killy